# NUTS de Italia

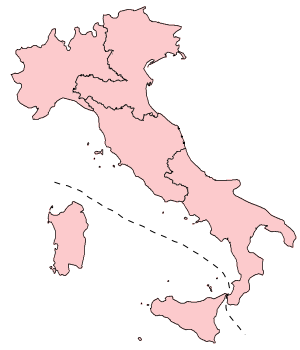
NUTS 1 de Italia.

La Nomenclatura de las Unidades Territoriales Estadísticas (NUTS) de Italia es usada para fines estadísticos a nivel de la Unión Europea (Eurostat). Los códigos NUTS del país lo dividen en tres niveles:
1. Subdivisión en Area geográfica
2. Subdivisión coincidente con las regiones
3. Subdivisión coincidente con las provincias

| NUTS 1            | NUTS 1 | NUTS 2               | NUTS 2      | NUTS 3            | NUTS 3 |
| Grupo de regiones | Código | Región               | Código      | Provincia         | Código |
| ----------------- | ------ | -------------------- | ----------- | ----------------- | ------ |
| Noroeste          | ITC    | Piamonte             | ITC1        | Turín             | ITC11  |
| Noroeste          | ITC    | Piamonte             | ITC1        | Vercelli          | ITC12  |
| Noroeste          | ITC    | Piamonte             | ITC1        | Biella            | ITC13  |
| Noroeste          | ITC    | Piamonte             | ITC1        | Verbania          | ITC14  |
| Noroeste          | ITC    | Piamonte             | ITC1        | Novara            | ITC15  |
| Noroeste          | ITC    | Piamonte             | ITC1        | Cuneo             | ITC16  |
| Noroeste          | ITC    | Piamonte             | ITC1        | Asti              | ITC17  |
| Noroeste          | ITC    | Piamonte             | ITC1        | Alessandria       | ITC18  |
| Noroeste          | ITC    | Valle de Aosta       | ITC2        | Aosta             | ITC20  |
| Noroeste          | ITC    | Liguria              | ITC3        | Imperia           | ITC31  |
| Noroeste          | ITC    | Liguria              | ITC3        | Savona            | ITC32  |
| Noroeste          | ITC    | Liguria              | ITC3        | Génova            | ITC33  |
| Noroeste          | ITC    | Liguria              | ITC3        | La Spezia         | ITC34  |
| Noroeste          | ITC    | Lombardía            | ITC4        | Varese            | ITC41  |
| Noroeste          | ITC    | Lombardía            | ITC4        | como              | ITC42  |
| Noroeste          | ITC    | Lombardía            | ITC4        | Lecco             | ITC43  |
| Noroeste          | ITC    | Lombardía            | ITC4        | Sondrio           | ITC44  |
| Noroeste          | ITC    | Lombardía            | ITC4        | Milán             | ITC45  |
| Noroeste          | ITC    | Lombardía            | ITC4        | Bérgamo           | ITC46  |
| Noroeste          | ITC    | Lombardía            | ITC4        | Brescia           | ITC47  |
| Noroeste          | ITC    | Lombardía            | ITC4        | Pavía             | ITC48  |
| Noroeste          | ITC    | Lombardía            | ITC4        | Lodi              | ITC49  |
| Noroeste          | ITC    | Lombardía            | ITC4        | Cremona           | ITC4A  |
| Noroeste          | ITC    | Lombardía            | ITC4        | Mantua            | ITC4B  |
| Nordeste          | ITD    | Trentino-Alto Adigio | ITD1 / ITD2 | Bolzano           | ITD10  |
| Nordeste          | ITD    | Trentino-Alto Adigio | ITD1 / ITD2 | Trento            | ITC20  |
| Nordeste          | ITD    | Véneto               | ITD3        | Verona            | ITC31  |
| Nordeste          | ITD    | Véneto               | ITD3        | Vicenza           | ITC32  |
| Nordeste          | ITD    | Véneto               | ITD3        | Belluno           | ITC33  |
| Nordeste          | ITD    | Véneto               | ITD3        | Treviso           | ITC34  |
| Nordeste          | ITD    | Véneto               | ITD3        | Venecia           | ITC35  |
| Nordeste          | ITD    | Véneto               | ITD3        | Padua             | ITC36  |
| Nordeste          | ITD    | Véneto               | ITD3        | Rovigo            | ITC37  |
| Nordeste          | ITD    | Friuli-Venecia Julia | ITD4        | Pordenone         | ITD41  |
| Nordeste          | ITD    | Friuli-Venecia Julia | ITD4        | Udine             | ITD42  |
| Nordeste          | ITD    | Friuli-Venecia Julia | ITD4        | Gorizia           | ITD43  |
| Nordeste          | ITD    | Friuli-Venecia Julia | ITD4        | Trieste           | ITD44  |
| Nordeste          | ITD    | Emilia-Romaña        | ITD5        | Piacenza          | ITD51  |
| Nordeste          | ITD    | Emilia-Romaña        | ITD5        | Parma             | ITD52  |
| Nordeste          | ITD    | Emilia-Romaña        | ITD5        | Reggio Emilia     | ITD53  |
| Nordeste          | ITD    | Emilia-Romaña        | ITD5        | Módena            | ITD54  |
| Nordeste          | ITD    | Emilia-Romaña        | ITD5        | Bolonia           | ITD55  |
| Nordeste          | ITD    | Emilia-Romaña        | ITD5        | Ferrara           | ITD56  |
| Nordeste          | ITD    | Emilia-Romaña        | ITD5        | Rávena            | ITD57  |
| Nordeste          | ITD    | Emilia-Romaña        | ITD5        | Forlì-Cesena      | ITD58  |
| Nordeste          | ITD    | Emilia-Romaña        | ITD5        | Rímini            | ITD59  |
| Centro            | ITE    | Toscana              | ITE1        | Massa-Carrara     | ITE11  |
| Centro            | ITE    | Toscana              | ITE1        | Lucca             | ITE12  |
| Centro            | ITE    | Toscana              | ITE1        | Pistoia           | ITE13  |
| Centro            | ITE    | Toscana              | ITE1        | Florencia         | ITE14  |
| Centro            | ITE    | Toscana              | ITE1        | Prato             | ITE15  |
| Centro            | ITE    | Toscana              | ITE1        | Livorno           | ITE16  |
| Centro            | ITE    | Toscana              | ITE1        | Pisa              | ITE17  |
| Centro            | ITE    | Toscana              | ITE1        | Arezzo            | ITE18  |
| Centro            | ITE    | Toscana              | ITE1        | Siena             | ITE19  |
| Centro            | ITE    | Toscana              | ITE1        | Grosseto          | ITE1A  |
| Centro            | ITE    | Umbría               | ITE2        | Perugia           | ITE21  |
| Centro            | ITE    | Umbría               | ITE2        | Terni             | ITE22  |
| Centro            | ITE    | Marcas               | ITE3        | Pesaro-Urbino     | ITE31  |
| Centro            | ITE    | Marcas               | ITE3        | Ancona            | ITE32  |
| Centro            | ITE    | Marcas               | ITE3        | Macerata          | ITE33  |
| Centro            | ITE    | Marcas               | ITE3        | Ascoli Piceno     | ITE34  |
| Centro            | ITE    | Lacio                | ITE4        | Viterbo           | ITE41  |
| Centro            | ITE    | Lacio                | ITE4        | Rieti             | ITE42  |
| Centro            | ITE    | Lacio                | ITE4        | Roma              | ITE43  |
| Centro            | ITE    | Lacio                | ITE4        | Latina            | ITE44  |
| Centro            | ITE    | Lacio                | ITE4        | Frosinone         | ITE45  |
| Sur               | ITF    | Abruzos              | ITF1        | L'Aquila          | ITF11  |
| Sur               | ITF    | Abruzos              | ITF1        | Teramo            | ITF12  |
| Sur               | ITF    | Abruzos              | ITF1        | Pescara           | ITF13  |
| Sur               | ITF    | Abruzos              | ITF1        | Chieti            | ITF14  |
| Sur               | ITF    | Molise               | ITF2        | Isernia           | ITF21  |
| Sur               | ITF    | Molise               | ITF2        | Campobasso        | ITF22  |
| Sur               | ITF    | Campania             | ITF3        | Caserta           | ITF31  |
| Sur               | ITF    | Campania             | ITF3        | Benevento         | ITF32  |
| Sur               | ITF    | Campania             | ITF3        | Nápoles           | ITF33  |
| Sur               | ITF    | Campania             | ITF3        | Avellino          | ITF34  |
| Sur               | ITF    | Campania             | ITF3        | Salerno           | ITF35  |
| Sur               | ITF    | Apulia               | ITF4        | Foggia            | ITF41  |
| Sur               | ITF    | Apulia               | ITF4        | Bari              | ITF42  |
| Sur               | ITF    | Apulia               | ITF4        | Tarento           | ITF43  |
| Sur               | ITF    | Apulia               | ITF4        | Brindisi          | ITF44  |
| Sur               | ITF    | Apulia               | ITF4        | Lecce             | ITF45  |
| Sur               | ITF    | Basilicata           | ITF5        | Potenza           | ITF51  |
| Sur               | ITF    | Basilicata           | ITF5        | Matera            | ITF52  |
| Sur               | ITF    | Calabria             | ITF6        | Cosenza           | ITF61  |
| Sur               | ITF    | Calabria             | ITF6        | Crotona           | ITF62  |
| Sur               | ITF    | Calabria             | ITF6        | Catanzaro         | ITF63  |
| Sur               | ITF    | Calabria             | ITF6        | Vibo Valentia     | ITF64  |
| Sur               | ITF    | Calabria             | ITF6        | Regio de Calabria | ITF65  |
| Islas             | ITG    | Sicilia              | ITG1        | Trapani           | ITG11  |
| Islas             | ITG    | Sicilia              | ITG1        | Palermo           | ITG12  |
| Islas             | ITG    | Sicilia              | ITG1        | Mesina            | ITG13  |
| Islas             | ITG    | Sicilia              | ITG1        | Agrigento         | ITG14  |
| Islas             | ITG    | Sicilia              | ITG1        | Caltanissetta     | ITG15  |
| Islas             | ITG    | Sicilia              | ITG1        | Enna              | ITG16  |
| Islas             | ITG    | Sicilia              | ITG1        | Catania           | ITG17  |
| Islas             | ITG    | Sicilia              | ITG1        | Ragusa            | ITG18  |
| Islas             | ITG    | Sicilia              | ITG1        | Siracusa          | ITG19  |
| Islas             | ITG    | Cerdeña              | ITG2        | Sassari           | ITG21  |
| Islas             | ITG    | Cerdeña              | ITG2        | Nuoro             | ITG22  |
| Islas             | ITG    | Cerdeña              | ITG2        | Oristano          | ITG23  |
| Islas             | ITG    | Cerdeña              | ITG2        | Cagliari          | ITG24  |